# Федерация
Федерация е държава или организация, съставена от самоуправляващи се звена, обединени от централно правителство. Целта на една такава форма на управление е да бъде дадена относително голяма независимост на звената, като в същото време има единодействие в области от стратегическо значение. Възможни причини за създаване на федерална организация в държавата са: 1.) Твърде голяма територия за ефикасно унитарно устройство, 2.) Силен и дълбоко вкоренен регионализъм и/или 3.) Етническо и/или религиозно многообразие.

## Видове федерации
Според принципите за създаването им федерациите се делят на следните видове:
- Териториални – органите на федералната единица уреждат само тези въпроси, които в конституцията не са оставени на федералното правителство, а други федералните единица и правителство уреждат съвместно. Единиците нямат право на отцепване, а често дори е забранено.
- Национални – изградени са на принципа на доброволно обединение на съставящите я единици, важните държавни органи се формират от представителите на федералните единици, осигурява се суверенитет на големите и малките народи и съществува възможност за отцепване.
- Национално – териториални.

Според документа/тите, станал/и правна основа за създаването и/или функционирането им видовете федерации са:
- Конституционни,
- Договорни,
- Конституционно – договорни.

Според нивата на самтоятелност на федералните единици федерациите се делят на:
- Централизирани,
- Децентрализирани.

## Държави с федеративно управление
При държавите самостоятелните звена се определят на регионален принцип. Автономният статус на съставните части на федерацията е конституционно установен и не може да бъде променян от централното правителство. Обикновено частите на федерацията не могат да се отделят едностранно.
Следните държави имат (или твърдят, че имат) федерална структура:
- Австралия: 6 щата и 2 територии
- Австрия: 9 провинции
- Аржентина: 23 провинции и 1 федерален окръг
- Белгия: 3 региона
- Бразилия: 26 щата и 1 федерален окръг
- Венецуела: 23 щата, 1 федерален окръг и 1 федерално владение
- Германия: 16 провинции
- Етиопия: 9 щата и 2 администрации
- Индия: 28 щата и 7 съюзни територии
- Ирак: 18 провинции
- Канада: 10 провинции и 3 територии
- Коморски острови: 3 острова
- Малайзия: 13 щата и 3 федерални територии
- Мексико: 31 щата и 1 федерален окръг
- Микронезия: 4 щата
- Непал: 7 провинции
- Нигерия: 36 щата и 1 територия
- Обединени арабски емирства: 7 емирства
- Русия: 46 области, 21 републики, 4 автономни окръга, 9 края,1 автономна област и 2 федерални града
- САЩ: 50 щата и 1 федерален окръг
- Судан: 18 вилаета
- Танзания: 25 региона
- ЮАР или Република Южна Африка (РЮА): 9 провинции
- Швейцария: 26 кантона
- Южен Судан: 12 провинции

Следните държави де юре са унитарни, но в тях има автономни образувания:
- Сърбия: Войводина и Санджак (възможно)
- Гърция: Атон
- Филипини: автономен район Бангаморо за мюсюлманският народ Моро на остров Минданао
- Испания: 17 автономни области.
- Мианмар: всяка административна единица има свои правителства и министерства.
- Азербайджан: Нахичеванска автономна република

## Федеративната организация
Федеративна структура на управление се практикува и в бизнеса. В специализираната литература федеративна организационна структура се нарича всяка, която комбинира децентрализирани звена и централно управление, което води политика на стратрегическо ниво. В бизнеса често са ясно зададени отговорностите на локалните и на централното управления.
Примери за организации с федеративно управление са:
- Демократи за силна България
- Алианц
- Метро Кеш & Кери
- InBev
- Федерация на анархистите в България